# Déspina Spyrídes Boabaid
Déspina Spyrídes Boabaid (Florianópolis, 1922 – Florianópolis, 13 de junho de 2019) foi uma professora, advogada e escritora brasileira. Filha de imigrantes gregos, Déspina fundou a Associação Helênica de Florianópolis (1951), a Academia de Letras de Palhoça (2003) e era viúva do ex-governador interino (1948-50) de Santa Catarina, José Boabaid.

## Vida
Déspina era filha dos gregos Nicolau Spyrídes (em grego Νικόλαος Σπυρίδης; Nikólaos Spirídis) e Kyriakí Karayanoglou, originários da ilha de Castelorizo. O capitão Savas Nicolau Savas, considerado pioneiro e fundador da comunidade helênica de Santa Catarina era seu tio-avô. Savas esteve em Florianópolis pela primeira vez em 1883, e seis anos depois, mudou-se definitivamente para a Ilha de Santa Catarina com mais 30 família provenientes da ilha grega de Castelorizo.

## Carreira
Déspina estudou no Colégio Coração de Jesus, na capital catarinense, onde também recebeu o diploma de normalista, “Curso de Formação de Professores”. Posteriormente, obteve o diploma em direito pela Universidade Federal de Santa Catarina, profissão esta que praticou por muito anos. 
Em Joinville, dirigiu a Escola Rui Barbosa e fundou a Associação Cultural de Professores de Joinville (ACP). Lecionou ainda disciplinas em escolas de Florianópolis e Blumenau.
Em 23 de fevereiro de 2003, junto de outro nove membros, fundo a Academia de Letras de Palhoça. Ocupou a cadeira no 2, cujo patrono era seu marido, José Boabaid.

## Obras
- Uma Flor com Amor (livro, 2001)
- Meghísti (Kastelorizo), Ilha Grega entre Três Continentes (livro, 2013) [8]